# Hitotsume-kozō

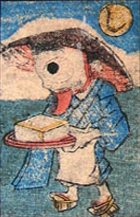
Hitotsume Kozō trong bộ bài "Yōkai Karuta"

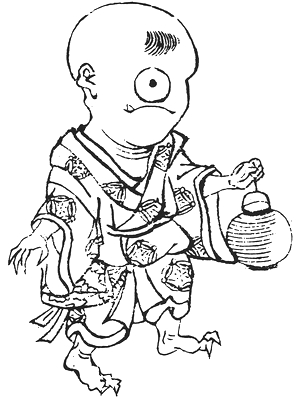
Hitotsume-kozō trong tranh của họa sĩ Kitao Masayoshi thời Edo

Hitotsume-kozō (一つ目小僧) là một loại yêu quái trong quan niệm dân gian Nhật Bản với hình dáng đứa trẻ trọc đầu với một con mắt giữa trán. Tên của nó có nghĩa là "thằng nhãi một mắt". Từ "Kozō" trong tiếng Nhật ban đầu mang nghĩa là chú tiểu, thầy tăng nhỏ tuổi nhưng trở thành từ thông tục để chỉ các bé trai.

## Khái yếu
Yêu quái Hitotsume-kozō được cho là không gây hại gì cho ai mà chỉ xuất hiện đột ngột để hù dọa con người. Nó được xếp vào loại yêu quái lành tính, vì vậy nên thường được miêu tả trong các tranh vẽ với hình dạng dễ thương hoặc hài hước. Yêu quái này không gây hại gì cho con người và hành động, tính cách của nó cũng tương tự như yêu quái Karakasa Kozō. 
Trong bộ bài Yōkai Karuta có lá bài vẽ Hitotsume-kozō tay cầm miếng đậu phụ. Theo nhà nghiên cứu yêu quái Tada Katsumi thì hạt đậu trong tiếng Nhật (mametsubu) được phát âm gần với từ "trừ ma" (mametsu) nên quan niệm dân gian cho rằng Hitotsume-kozō rất ghét đậu. Nhưng không biết từ lúc nào mà quan niệm này đã thay đổi, cho rằng đậu phụ là món yêu thích của Hitotsume Kozō. Ông cũng cho rằng sự tích về Hitotsume-kozō có liên quan đến yêu quái đậu phụ Tofu Kozō.
Vì yêu quái này mang hình dáng của một chú tiểu nên có thuyết cho rằng Hitotsume-kozō bắt nguồn từ yêu quái một mắt một chân trên núi Tỷ Duệ (Hieizan) vốn là hóa thân của Ryōgen, thủ tọa của phái Phật giáo Thiên thai (Tendaishū).

## Hitotsume-kozō trong thư tịch cổ
Tên yêu quái Hitotsume-kozō xuất hiện rất nhiều trong các thư tịch thời Edo như các tập truyện ma (kaidan), tùy bút và các tư liệu về phong tục thời cận đại. Trong số đó thì câu chuyện dưới đây trong tập sách "Kaidanrō no tsue" của Hezutsu Tōsaku là nổi tiếng hơn cả.
Thời Edo có người tên là Kojima Yagiuemon sống ở khu Yotsuya, một hôm có việc phải đến dinh thự một Samurai ở khu Azabu. Trong khi Kojima ngồi đợi ở phòng khách thì một đứa trẻ chừng 10 tuổi xuất hiện và liên tục nâng lên, hạ xuống cuộn tranh treo trong phòng. Khi anh ta chú ý đến trò đùa nghịch này thì đứa trẻ bỗng quay mặt về phía Kojima và lên tiếng "hãy im lặng". Thấy trên trán của đứa bé chỉ có một con mắt, Kojima hoảng hồn kêu lên rồi ngả quay ra. Những người trong nhà nghe tiếng kêu vội chạy đến, đưa anh ta về nhà. Bản thân Kojima ngủ li bì khoảng 20 ngày mới tỉnh.
Người ta cho rằng yêu quái Hitotsume-kozō thường xuất hiện ngoài trời hơn trong nhà. Trong tập sách "Aizu Kaidanshū" (tập truyện ma xứ Aizu) ở thành phố Wakamatsu xứ Aizu có thiếu nữ gặp một đứa bé chừng 8, 9 tuổi. Đứa trẻ hỏi thiếu nữ "chị ơi, chị có thích tiền không?", thiếu nữ vừa đáp "có" thì thấy trên mặt nó chỉ có một con mắt. Thiếu nữ bị đứa bé một mắt nhìn chằm chằm hoảng sợ rồi ngất.
Trong tập sách "Okayama no Kaidan" (truyện ma xứ Okayama) chép rằng ở khu Kumenanchō có con dốc têb là Hitokuchisaka. Trước đây, người đi trên dốc hoảng sợ khi thấy đứa trẻ một mắt bất ngờ xuất hiện cùng ánh sáng xanh và bị nó thè cái lưỡi dài ra liếm láp.

## Hitotsume-kozō trong tín ngưỡng dân gian
Tại vùng Kantō có lễ Kotoyōka được tổ chức vào ngày mùng 8 tháng 12 và mùng 8 tháng 2 âm lịch. Người ta cho rằng yêu quái Hitotsume-kozō xuất hiện cùng với yêu quái Mikari Baba từ trong núi vào những ngày này và người dân treo một chiếc giỏ tre trước hiên nhà để tránh chúng. Ban đầu, rất nhiều địa phương ở vùng Kantō xem ngày lễ Kotoyōka là ngày kiêng cữ nên cứ ở trong nhà mà không ra đồng làm việc nhưng dần dần ý nghĩa của lễ hội này được giải thích là để tránh gặp Hitotsume-kozō và Mikari Baba nên không ai dám ra đồng.
Cũng tại vùng Kantō, quan niệm dân gian cho rằng cứ đến hội Kotoyōka hàng năm là yêu quái một mắt lại mang sổ sách đi từng nhà, xem nhà nào cửa nẻo không đóng cẩn thận, nhà nào không biết lễ nghi phép tắc, nhất nhất điều tra, ghi vào sổ để quyết định vận may của từng nhà hoặc báo lại cho thần dịch bệnh để gây tai ương cho nhà đó. Trong ngày lễ này, yêu quái một mắt ghi chép tội lỗi của từng nhà vào ngày mùng 8 tháng 12 rồi gửi sổ sách cho Dōsojin (thần đường sá bảo vệ làng mạc) rồi quay trở lại lấy vào ngày mùng 8 tháng 2 năm sau. Vì vậy ở quận Seya, thành phố Yokohama, tỉnh Kanagawa, người ta tổ chức lễ hội Dondoyaki vào ngày 14 tháng 1 để đốt sổ sách của Dōsojin. Trong lễ hội, người ta dựng một cái am tạm cho Dōsojin rồi đốt cùng với sổ sách, ghi chép đầu năm. Người ta tin rằng làm như vậy thì sổ sách của Hitotsume-kozō gửi cho Dōsojin bị thiêu hủy khiến nó không còn chứng cứ để gieo họa nữa khi trở lại lấy vào ngày mùng 8 tháng 2. Tương tự, ở địa phương Izu tỉnh Shizuoka, người ta tổ chức lễ hội Dōsojin vào ngày 15 tháng giêng, ném tượng Dōsojin vào trong lửa để đốt.
Vị thần dị hình
Theo nhà phong tục học Yanagita Kunio thì yêu quái Hitotsume-kozō là hình dáng của sơn thần thất cách, bắt nguồn từ quan niệm "yêu quái chính là thần linh đọa lạc" trong dân gian. Ở nhiều địa phương, người ta cho rằng thần núi mắt lé, hai mắt lệch nhau và nói theo cách khác là "một mắt" nên yêu quái này được xem là có nguồn gốc từ thần núi. Ngoài ra cũng có chứng cứ cho thấy vào thời cổ, những người một chân một mắt thường bị biến thành vật hy sinh tế thần và theo các thợ săn và tiều phu ở nhiều địa phương trong nước Nhật thì họ từng thấy tượng người một chân một mắt trong các am thờ thần tự nhiên trong rừng. Cũng phải nói đến trường hợp của những người luyện thép, họ thường xuyên nhìn vào lò lửa cháy rực nên rất nhiều người bị mất một mắt. Vì vậy có thuyết cho rằng Hitotsume-kozō có liên quan đến thần Amenoma Hitotsunokami, vị thần một mắt bảo hộ cho những người luyện thép.

## Chứng bệnh một mắt
Có những đứa trẻ mắc phải chứng bệnh một mắt bẩm sinh. Nguyên nhân là do bào thai thiếu Vitamin A trong bụng mẹ khiến đại não không phân ly thành hai bên tả hữu, nhãn cầu chỉ có một và đi kèm với các bất thường về hệ thần kinh và hô hấp. Những đứa trẻ này sau khi ra đời thì sống chẳng được bao lâu. Vitamin A có nhiều trong rau củ màu vàng, đỏ như bí đỏ, cà rốt và ngoài ra còn có nhiều trong động vật. Ngày xưa người Nhật vốn không có văn hóa ăn thịt, chỉ ăn nhiều cá và rau, đậu nên chứng thiếu Vitamin A không phải là hiếm. Vì vậy có thể xem yêu quái một mắt là sản phẩm sinh ra từ bối cảnh này, khi người ta nhìn thấy đứa trẻ mới sinh với một con mắt.
Năm 1932, tại thành phố Zama tỉnh Kanagawa, người ta đào được chiếc đầu lâu chỉ có một hốc mắt trong khu mồ mả của thành phố. Người ta suy đoán rằng chủ nhân của chiếc sọ này là người mắc chứng một mắt, ngất tỉnh trên đường đi rồi bị chó hoang ăn thịt. Sau đó người ta dựng nên am thờ "Hitotsume-kozō Jizō" để cúng bái.

## Cước chú
1. ↑  "Edo Yōkai Karuta, Kokusho Kankōkai xuất bản năm 1998, trang 49
2. ↑  "Yōkai Zukan", Kyōgoku Natsuhiko và Tada Katsumi biên soạn, Kokusho Kankōkai xuất bản năm 2000, trang 164~165
3. ↑  "Kaidanrō no tsue", Heizutsu Tōsaku, Tōkyōdō xuất bản năm 1961, trang 365~366
4. ↑  "Nihon Yōkai Daijiten", Murakami Kenji biên soạn, Kadokawa Shoten xuất bản năm 2005
5. ↑  "Nihon Yōkai Daijiten", trang 301
6. ↑  "Gensō Sekai no Jūnintachi", Tada Katsumi biên soạn, Shinkigensha xuất bản năm 1990, trang 281
7. ↑  "Chuyến du hành của người một mắt (tiếng Nhật)". Bản gốc lưu trữ ngày 5 tháng 1 năm 2010. Truy cập ngày 19 tháng 6 năm 2010.

## Mục liên quan
- Danh sách yêu quái Nhật Bản